# Jakub Wierzchowski
Jakub Wierzchowski (ur. 15 kwietnia 1977 w Lublinie) – polski piłkarz występujący na pozycji bramkarza, wychowanek KS Lublinianka, były reprezentant Polski w piłce nożnej. Mistrz Polski 1998/1999 z Wisłą Kraków (wystąpił jedynie w trzech meczach), zdobywca Pucharu Polski w sezonie 2005/2006 z Wisłą Płock. Dotychczas (stan na 25 września 2006) rozegrał 114 meczów w polskiej pierwszej lidze oraz 3 mecze w Bundeslidze.
W reprezentacji Polski Jakub Wierzchowski wystąpił dwa razy. Zadebiutował 15 listopada 2000 w towarzyskim meczu przeciwko Islandii w Warszawie, zmieniając w 86 minucie Adama Matyska. Drugi i ostatni występ zaliczył 10 lutego 2002. W towarzyskim meczu w Limassol na Cyprze Polska zmierzyła się z Wyspami Owczymi. Wierzchowski rozegrał w tym spotkaniu 76 minut, po czym został zmieniony przez debiutującego w kadrze Wojciecha Kowalewskiego. W swoich meczach w kadrze Jakub Wierzchowski puścił jedną bramkę (pokonał go reprezentant Wysp Owczych Rogvi Jacobsen).
Jakub Wierzchowski niegdyś uznawany był za bramkarza ze ścisłej czołówki ligi polskiej. Kapitalne występy w Ruchu Chorzów spowodowały, iż znalazł się w kręgu zainteresowań klubów zagranicznych. Ostatecznie w 2001 roku trafił do Werderu Brema, gdzie – wbrew sporym oczekiwaniom – nie zrobił zbyt wielkiej kariery, zanotował jedynie 3 występy w Bundeslidze. Pomimo braku miejsca w składzie drużyny z Bremy, w międzyczasie zanotował występ w reprezentacji Polski (debiutował jako bramkarz Ruchu), będąc bliskim wyjazdu na azjatycki mundial. Po nieudanym epizodzie w Niemczech wrócił do Polski i wkrótce został zawodnikiem Wisły Płock, grającej jeszcze wtedy w ekstraklasie. W sezonie 2003/2004 nie zawsze mieścił się w wyjściowym składzie (zagrał w 13 meczach), ale już w sezonach 2004/2005 i 2005/2006 był podstawowym zawodnikiem. Po sezonie 2005/2006 dość niespodziewanie został piłkarzem drugoligowego Zagłębia Sosnowiec. Epizod w sosnowieckim klubie okazał się dla Wierzchowskiego zupełnie nieudany, zagrał w trzech meczach ligowych i jednym w Pucharze Polski, w których wpuścił 7 goli, po czym odniósł poważną kontuzję. W rundzie wiosennej leczył uraz i pozostawał bez klubu. Przed sezonem 2007/2008 pojawił się na treningu beniaminka Orange Ekstraklasy – Polonii Bytom i wkrótce podpisał kontrakt z klubem. Grał jednak tylko w meczach Młodej Ekstraklasy i po zakończeniu rundy jesiennej Polonia zadecydowała o rozwiązaniu kontraktu z zawodnikiem.
Od 2008 ponownie zawodnik Górnika Łęczna. Od czerwca dodatkowo trener bramkarzy w klubie występującym już pod nazwą GKS Bogdanka.